# Giacomo Manzoni
Giacomo Manzoni (Milano, 26 settembre 1932) è un compositore, critico musicale, traduttore e insegnante di musica italiano.
Le sue opere sono state interpretate da musicisti quali Claudio Abbado, Bruno Maderna, Maurizio Pollini, Ernest Bour, Giuseppe Sinopoli, Vladimir Fedoseev e Riccardo Muti. Tra il 1958 e il 1966 è stato critico musicale del quotidiano L'Unità. A partire dal 1959, ha introdotto in Italia il pensiero di Theodor W. Adorno e Arnold Schönberg grazie a numerose traduzioni. Manzoni ha pubblicato inoltre la prima monografia in lingua italiana dedicata a Schönberg e una Guida all'ascolto della musica sinfonica, ristampata più volte. Ha insegnato composizione al Conservatorio di Milano, al Conservatorio di Bologna e alla Scuola musicale di Fiesole, oltre a tenere corsi e seminari all'estero. Dal 1994 è membro dell'Accademia Nazionale di Santa Cecilia.

## Biografia
I genitori di Giacomo Manzoni non furono musicisti, ma suo padre si dedicava al disegno, mentre suo zio paterno fu l'umorista Carlo Manzoni, creatore del personaggio Signor Veneranda. Il suo interesse per la musica appare verso l'età di dodici anni, quando si trova sfollato con la sua famiglia a causa della Seconda guerra mondiale. Tra il 1936 e il 1942, Manzoni e la sua famiglia si trasferiscono a Messina, dove ritornano nel 1948. Si iscrive all'Istituto Musicale "Corelli" di Messina: qui conosce Gino Contilli, che lo avvicina allo studio della composizione e lo prepara per due anni all'esame di ingresso al Conservatorio Giuseppe Verdi di Milano. Nel 1949, ascolta per la prima volta Pierrot lunaire di Schönberg al Festival della Società Internazionale per la Musica Contemporanea (SIMC) di Palermo, che frequenta assiduamente. Ammesso nel 1950 al Conservatorio di Milano, Manzoni vi studia la composizione con Ettore Desderi e Orazio Fiume, il pianoforte con Alessandro Mozzati e la letteratura italiana con Salvatore Quasimodo. Nel 1953 è escluso per due settimane dal conservatorio per avere raccolte delle firme per una petizione in favore di Julius e Ethel Rosenberg. L'anno seguente, frequenta per sei mesi l'Università di Tubinga grazie a una borsa di studio. Nel 1955, si laurea in lingue e letterature straniere all'Università Bocconi, nella quale sostiene una tesi sul ruolo della musica nell'opera di Thomas Mann, che incontra nel medesimo anno. Sempre nel 1955, Manzoni indirizza una lettera a l'Unità per criticare il clima reazionario presente nelle istituzioni musicali di quell'epoca.
A partire dagli anni Cinquanta, incomincia a frequentare svariate personalità musicali di rilievo, stringendo amicizia in particolare con Luigi Nono, Luigi Pestalozza, Bruno Maderna, Franco Donatoni, Niccolò Castiglioni e Aldo Clementi. Nel 1956, Manzoni è redattore della rivista Il Diapason e partecipa come pianista alla rappresentazione dell'L'opera da tre soldi di Bertolt Brecht al Piccolo Teatro di Milano, diretta da Bruno Maderna e con la scenografia di Giorgio Strehler. L'anno seguente, la sua Seconda piccola suite, per violino e pianoforte, è interpretata ai Corsi estivi di Darmstadt. Tra il 1958 e il 1966, Manzoni lavora come critico musicale presso il giornale l'Unità. Nel contempo, tra il 1959 e il 1963, è redattore del dizionario e dell'enciclopedia Ricordi. Risale al 1959 la sua traduzione della Filosofia della musica moderna di Adorno, a cui fa seguito, nel 1963, la traduzione del Manuale di armonia di Schönberg. Nel 1960 si sposa con Eugenia Tretti, sorella del regista cinematografico Augusto Tretti, dalla quale ha avuto un figlio, Nicola. Tra il 1962 e il 1964, Manzoni insegna armonia e contrappunto al Conservatorio di Milano. Nel 1968 diventa redattore della rivista Prisma, mentre dal 1969 al 1974 insegna composizione al Conservatorio di Bologna. L'anno seguente, Manzoni prosegue l'insegnamento della composizione al Conservatorio di Milano, dove lavorerà fino al 1991. A partire dal 1980 diventa membro del comitato editoriale di Musica/Realtà, mentre nel 1982 è invitato al Deutscher Akademischer Austauschdienst di Berlino.
Negli anni Novanta, Manzoni diventa membro dell'Accademia Nazionale di Santa Cecilia e pubblica due raccolte di suoi articoli, saggi e critiche musicali (intitolate Scritti e Tradizione e utopia). Gran parte di questi scritti sono stati in seguito tradotti in francese e riuniti in un'antologia (Écrits). Nel 2007 Manzoni pubblica inoltre Parole per musica, libro nel quale riunisce i testi che ha messo in musica spiegando il significato che hanno avuto per lui. Nel 2013, Manzoni ha donato il suo archivio personale all'Istituto per la Musica della Fondazione Giorgio Cini di Venezia. 

## Critica
Il musicologo Luigi Pestalozza, amico di Manzoni, partendo dall'analisi di Dedica su testi di Bruno Maderna afferma:
(Testo che accompagna il doppio CD Mahler - Sinfonia n. 5, Manzoni – Dedica, Warner Fonit)
Più recentemente, lo storico della musica Renzo Cresti ha scritto:
(Cresti)

## Onorificenze
Nel 1973, ha ricevuto il Premio UNESCO per Parole da Beckett. In seguito, gli è stato attribuito due volte il Premio Franco Abbiati della critica musicale italiana: nel 1985-86 per Dedica, nella categoria "novità assoluta per l'Italia"; nel 1988-89 per Doktor Faustus ("Lo spettacolo di altissimo livello in tutte le sue componenti, ha rilevato l'importanza e la maturità della partitura di Manzoni, e ha confermato la continuità dell'impegno del Teatro alla Scala nella politica del nuovo"). Nel 1991 ha ottenuto il premio “Omaggio a Massimo Mila” in riconoscimento alla sua attività didattica. Nel 2000, l'Università di Udine gli ha conferito la laurea honoris causa in Conservazione dei beni culturali, mentre nel 2007 ha ricevuto il Leone d'oro alla carriera della Biennale musica di Venezia.

## L'opera

### Opere teatrali
- La legge, azione scenica in un tempo, testo di Giacomo Manzoni (1955)
- La sentenza, un atto in due quadri, testo di Emilio Jona (1960)
- Atomtod, due tempi, testo di Emilio Jona (1964). Prima assoluta diretta da Claudio Abbado nel 1965 al teatro della Piccola Scala di Milano
- Per Massimiliano Robespierre, scene musicali in due tempi, testi di Robespierre e altri ordinati da Giacomo Manzoni e Virgilio Puecher, con la collaborazione di Luigi Pestalozza (1974). Prima assoluta nel 1975 al Teatro Comunale di Bologna
- Doktor Faustus, scene dal romanzo di Thomas Mann, testo di Thomas Mann ordinato da Giacomo Manzoni in tre atti (11 quadri, un interludio e un epilogo) (1988). Prima assoluta nel 1989 al Teatro alla Scala di Milano, regia di Robert Wilson[9]

### Musica vocale
- Preludio – «Grave» di W. Cuney – Finale (1956) per voce femminile, clarinetto, violino, viola e violoncello
- Tre liriche di Éluard (1958) per soprano, flauto, tromba, violino e violoncello
- Cinque vicariote (1958) per coro misto e orchestra
- Don Chisciotte (1961) per soprano, piccolo coro e orchestra da camera
- Due sonetti italiani (1961) per coro misto
- Spass (1965) per soprano e pianoforte
- 4 poesie spagnole (1962) per baritono, clarinetto, viola e chitarra
- Ombre (alla memoria di Che Guevara) (1968) per orchestra e voci corali
- Hölderlin (frammento) (1972) per coro e orchestra
- Suite Robespierre (1976) per voci soliste, voci recitanti, coro e orchestra
- Estremità (1983) per voce sola
- Scene sinfoniche per il Doktor Faustus (1984) con coro fuori scena
- Studio per il finale del Doktor Faustus per coro e orchestra (1985) per coro e orchestra
- Dedica (1985-1986) per flauto, voce di basso e orchestra sinfonica (con gruppo strumentale e coro fuori scena ad libitum)
- Uéi preà la biele stele (1987) per coro maschile all'unisono e due (o una) grancasse
- Weheklag Doctor Fausti (Interludio dal Doktor Faustus) (1988) per coro e orchestra
- An die Musik (1989) per soprano e flauto
- Dieci versi di Emily Dickinson (1988) per soprano leggero, quartetto a corde, due arpe (una ad libitum) e dieci strumenti a corde
- 4 versi di Marina Cvetaeva (1990) per soprano e violino
- Poesie dell’assenza (1990) per voce recitante maschile e orchestra
- Finale e aria (1991) per soprano e orchestra con quartetto a corde
- Hermano aterrado (1992) per soprano e piatto sospeso
- Il deserto cresce. Tre metafore da Friedrich Nietzsche (1992) per voce coro e orchestra
- 4 epigrammi (1993) per baritono, clarinetto basso e gruppo strumentale
- Ed io non prendo posa (1994) per basso e otto strumenti
- Canzonetta «Se mi fusse» (1996) per dieci voci femminili, crotali, piatti sospesi e tamburo
- Allen (1996) per lettore e orchestra da camera
- Moi, Antonin A. (1997) per soprano leggero, lettore e orchestra
- Du Dunkelheit (1998) per voce femminile e pianoforte
- Trame d’ombre (1998) per soprano, tenore, coro e gruppo strumentale
- Aria della gioia (1998) per soprano, tromba e due piatti sospesi
- O Europa! (1999) per soprano e orchestra
- Oltre la soglia (2001) per quartetto a corde con voce femminile
- Sul passaggio del tempo (2001) per voce femminile (o lettore/lettrice e voce femminile) e orchestra
- Pensiero XX di Giacomo Leopardi (2001) per lettore, quartetto a corde e pianoforte
- Alla terra (2003) per mezzosoprano e strumenti
- Al di qua dell’improvvisa barricata (2004) per mezzosoprano, baritono, lettore e orchestra
- Oscar, Oscar… (2005) per uno o più lettori (maschili e/o femminili) e percussioni
- Vergers (2006) per dodici voci
- Progetto Eliogabalo (2007-2009) per lettore e orchestra
- Die Scheiße (2008) per voce femminile, flauto in sol, clarinetto basso, viola e violoncello
- Kokin b (2008) per due voci femminili, quattro clarinetti, due percussioni e corde
- Nel tuo silenzio (2009) per voce sola
- …in diesem Meer…: 3 canti per C. A. (2009) per baritono-basso, flauto, clarinetto, clarinetto basso, corno, percussione, arpa, violino, viola, violoncello e contrabbasso
- Il rumore del tempo (2011) per soprano, pianoforte, clarinetto, viola e percussioni
- Per questo (2012) per voce femminile e tromba
- Cascando: musica per il radio play di Samuel Beckett (2012) per voce femminile, clarinetto, corno, percussioni, pianoforte e violino
- Thanatopsis (W. Cullent Briant) (2015) per baritono, tre clarinetti bassi, fagotto, corno e contrabbasso
- Le arance non cadono dal cielo (2015) per coro maschile all'unisono e due percussionisti
- Schuld (2016) per tenore e orchestra
- Grave (alla memoria di Luigi Pestalozza) (2017) per soprano e sette strumenti
- Il mare azzurro...ritraendosi (2018) per voce femminile e quattro strumenti

### Musica strumentale

#### Strumento solista
- Klavieralbum (1956) per pianoforte
- Percorso F (1976) per contrabbasso
- Echi (1981) per chitarra
- Incipit (1983) per pianoforte
- Percorso H (1987) per flauto
- Motto: AMM (1999) per flauto in sol o flauto basso
- None (2002) per pianoforte
- Entrata (2002) per trombone
- Percorso i (2005) per sassofono alto (o tenore)
- 708 (2009) per flauto
- Bagatelle (2012) per pianoforte
- Dedica 2015 (2015) per chitarra

#### Due strumenti
- Piccola suite (1952-1955) per violino e pianoforte
- Seconda piccola suite (1956) per violino e pianoforte
- Improvvisazione (1958) per viola e pianoforte
- Frase (1988) per clarinetto e pianoforte
- Duplum (1991) per fagotto e trombone
- Frase 2 (1993) per flauto e violino
- Furioso (1995) per violino e pianoforte
- Frase 3 (2003) per flauto in sol e arpa
- Fantasia in duo sull’op. 46 di Schumann (2005) per due pianoforti

#### Tre strumenti
- Essai (1991) per flauto, clarinetto basso e pianoforte
- MTRC 1998 (1998) per clarinetto in si bemolle, violoncello e pianoforte
- Entrata a tre (2012) per clarinetto, viola e percussioni
- Entrata a tre n. 2 (2013) per trombone, violoncello e contrabbasso

#### Quattro strumenti
- Quadruplum (1968), per due trombe e due tromboni
- Quartetto per archi (1971) per quartetto a corde
- Sigla (1976) per due trombe e due tromboni
- To Planets and to Flowers (1989) per quartetto di sassofoni
- Musica per Pontormo (2° quartetto) (1995) per quartetto a corde
- Voci (IV Quartetto) (2005) per quartetto a corde
- Saluto (2005) per quartetto di sassofoni
- Ex novo (2011-2013) per flauto o ottavino, clarinetto, violino e violoncello

#### Cinque strumenti
- Epodo (1976) per quintetto di fiati
- Incontro (1983) per violino e quartetto a corde
- Transitori d’estinzione (1998) per cinque strumenti (flauto in sol, clarinetto basso, percussioni, viola e violoncello)
- Il sorriso svanito (1999) per cinque strumenti (flauto, clarinetto basso, percussioni, violino, viola)
- Stomp (1999) per quintetto di fiati
- Cygnusquintet (2013) per flauto, oboe, mandolino, violino e violoncello

#### Sei o più strumenti
- D’improvviso (1981) per sei o dodici percussionisti
- Videomusic (1999) per sei esecutori: clarinetto basso, percussioni (due esecutori, arpa, viola e violoncello)
- Quarto rivolto (2011) per sestetto a corde
- Largo (Inverno RV 247) (2001) per flauto/ottavino, clavicembalo e quartetto a corde
- Francesco (2004) per flauto o ottavino, clarinetto basso, fagotto, percussioni, viola e violoncello
- Musica notturna (1966) per cinque strumenti a fiato, pianoforte e percussioni
- Frase 2b (1993) per tre violini, piatto sospeso e tre crotali
- Opus 75 (1993) per sette strumenti a percussione
- Percorso a otto (1975) per doppio quartetto di legni
- «Die Strahlen der Sonne…» (1985) per nove strumenti (flauto, pianoforte, arpa, glockenspiel, percussioni, due violini, viola e violoncello)
- Parafrasi con finale (1969) per dieci strumenti
- Hölderlin: epilogo (1980) per corno inglese, corno, tromba, trombone, percussioni, due violini, viola, violoncello e contrabbasso
- Opus 50 (Daunium) (1984) per dieci strumenti a percussione
- Spiel (1969) per undici strumenti a corde
- Percorso C2 (1976) per fagotto e undici strumenti a corde
- Nuovo incontro (1984) per violino e strumenti a corde
- Studio da concerto (2005) per violino, ventiquattro fiati e percussioni
- Percorso C3 (2012) per uno o più strumenti ad libitum e dodici strumenti a corde

#### Orchestra
- Fantasia, recitativo e finale (1954-1955)
- Studio per 24 (1962) per orchestra da camera
- Studio n. 2 (1962-1963)
- “Insiemi” (1967)
- Multipli (1973) per orchestra da camera
- Variabili (1973)
- Lessico (1978) per doppia orchestra di ventiquattro o cinquantadue strumenti a corde
- Modulor (1979) per quattro orchestre
- Ode (1982)
- Adagio e solenne (Omaggio alla repubblica di San Marino) (1990)
- Malinamusik (1990)
- Il clamoroso non cominciar neppure (2000)
- Sembianti (2003)
- Mercurio transita davanti al sole (2006)
- Studio 2012 (2012) per orchestra da camera

#### Pianoforte e orchestra
- Masse: Omaggio a Edgard Varèse (1977)
- Più mosso (2014) per due pianoforti e orchestra a corde

### Musica elettronica e mista
- Studio Tre (1965) nastro magnetico
- Parole da Beckett (1970-1971) per due cori, tre ensemble strumentali e nastro magnetico
- Percorso C (1975) per fagotto e nastro magnetico
- Percorso GG (1979) per clarinetto e CD
- Musiche per l’Oreste di Vittorio Alfieri (1993) per nastro magnetico
- Una…voce…chiama… (1994) per voce femminile, viola, processori elettronici e nastro magnetico
- Les hommes, la terre, les pierres (1995) per sei esecutori e nastro magnetico
- Musica per Inferno di Dante (1995) per trombone, live electronics e coro su nastro magnetico
- Quanta oscura selva trovai (1995) per trombone, coro da camera, nastro/CD e processori elettronici
- Freedom (Omaggio a Jimi Hendrix) (2001) per violoncello e suoni registrati
- 6 canti dal Kokin shū (2006) per voce femminile, processori elettronici e piano midi

### Musica per film
- Malina (1991), regia di Werner Schroeter[10]

### Trascrizioni
- Il ballo delle ingrate di Claudio Monteverdi (1968) per orchestra moderna
- Omaggio a Josquin: trascrizione di «Nymphes des bois… » (Déploration d’Ockeghem (1985) per soprano, corno, violino, due viole e violoncello

## Scritti
- Guida all'ascolto della musica sinfonica, Feltrinelli, Milano, 1961
- A. Schönberg: l'uomo, l'opera, i testi musicati, Feltrinelli, Milano, 1975
- Scritti, a cura di Claudio Tempo, La Nuova Italia, Firenze, 1991
- Tradizione e utopia, a cura di Antonio De Lisa, Feltrinelli, Milano, 1994
- Parole per musica, L'Epos, Palermo, 2007
- Écrits, testi riuniti, tradotti e annotati da Laurent Feneyrou, Parigi, Basalte, 2006
- Musica e progetto civile. Scritti e interviste (1956-2007), a cura di Raffaele Pozzi, Milano, Le sfere, 2009

## Traduzioni

### Testi di Theodor W. Adorno
- Filosofia della musica moderna [Philosophie der neuen Musik, 1949], Torino, Einaudi, 1959
- Dissonanze [Dissonanzen, 1956], introduzione di Giacomo Manzoni, Milano, Feltrinelli, 1959
- Wagner-Mahler, traduzione della sezione dedicata a Mahler [Mahler. Eine Musikalische Physiognomik, 1960], prefazione di Mario Bortolotto, Torino, Einaudi, 1966
- Il fido maestro sostituto: studi sulla comunicazione della musica [Der getreue Korrepetitor, 1962], introduzione di Giacomo Manzoni, Torino, Einaudi, 1969
- Introduzione alla sociologia della musica [Einleitung in die Musiksoziologie, 1963], introduzione di Luigi Rognoni, Torino, Einaudi, 1971

### Testi di Arnold Schönberg
- Manuale di armonia [Harmonielehre], Milano, Il Saggiatore, 1963
- Funzioni strutturali dell’armonia [Structural Functions of Harmony], Milano, Il Saggiatore, 1967
- Elementi di composizione musicale [Fundamentals of Musical Composition], introduzione di Giacomo Manzoni, Milano, Suvini Zerboni, 1969
- Esercizi preliminari di contrappunto [Preliminary Exsercices in Counterpoint], Milano, Suvini Zerboni, 1970
- Analisi e pratica musicale: scritti 1909-50 [raccolta di scritti], introduzione di Giacomo Manzoni, Torino, Einaudi, 1974

## Discografia
- Triplum, CD, 2014, Stradivarius, LIM 07C008 CDE: Frase 2. Anna Maria Morini (flauto), Enzo Porta (violino)
- The Art of Giuseppe Sinopoli: Concerto Recordings, CD, 2012, Deutsche Grammophon, DGG 4806265: Masse: Omaggio a Edgard Varèse per pianoforte e orchestra. Giuseppe Sinopoli (direzione), Maurizio Pollini (pianoforte)
- Milano Musica Festival – Stefano Gervasoni, Giacomo Manzoni, Anton Webern, CD, 2010, Stradivarius, STR 33872: Ode, Sembianti. Orchestra sinfonica nazionale della Rai, Koenigs Lothar (direzione)
- Giacomo Manzoni – Self portrait, CD, 2008, Stradivarius, STR 57009: Musica notturna, Dieci versi di Emily Dickinson, Scene sinfoniche per il Doktor Faustus, Preludio – «Grave» di W. Cuney – Finale, Percorso GG, Omaggio a Josquin. Orchestra della Filarmonia nazionale della Moldavia, orchestra da camera della Moldavia; Daniel Pacitti, Emilio Pomarico (direzione); Lilia Shalomei (soprano)
- Mahler – Sinfonia n. 5 / Giacomo Manzoni – Dedica, LP, 1986, Fonit Cetra/Italia, FDM 0008: Dedica. Günter Neuhold (direzione), Roberto Fabbriciani (flauto), Giancarlo Luccardi (basso), Orchestra sinfonica A. Toscanini
- Giacomo Manzoni – Parole Da Beckett / Ode, LP, 1983, Fonit Cetra/Italia, ITL 70098: Parole Da Beckett, Ode. Coro da camera della Rai, Orchestra sinfonica e coro di Roma della Rai, Bruno Maderna (direzione) ; Orchestra sinfonica di Milano della Rai, Ernest Bour (direzione)